# Пацков
Па́цков (біл. Пацкаў) — колишній хутір у Маложінскої сілької раді Брагінського району Гомельської області Білорусі.
З 2005 року час населення не має. Згідно з рішенням Гомельського обласного виконавчого комітету № 793 від 17 листопада 2005 року, Пацков був виключений з даних по обліку і реєстрації населених пунктів.